# 周敷郡
周敷郡（日语：／ Shūfu gun */?）為過去隸屬日本伊予國的郡，廢藩置縣後屬愛媛縣，已於1897年與桑村郡合併為周桑郡。
過去的轄區現在已全數被併入西條市。

## 沿革
- 1889年12月15日：實施町村制，周敷郡下轄：吉井村、周布村、多賀村、小松村、石根村、千足山村、福岡村、田野村、中川村、櫻樹村。（10村）
- 1897年4月18日：與桑村郡合併為周桑郡。